# Галерија Зуске Медвеђове
Галерија Зуске Медвеђове у Бачком Петровцу je депанданс Музеја војвођанских Словака који чува дела Зуске Медвеђова, прве академске сликарке војвођанских Словака и има велики утицај на ликовни живот Бачког Петровца и уопште словачке националне мањине у Војводини.

## Положај
Галерија се налази у Бачком Петровцу, градском насеље у Србији у општини Бачки Петровац у Јужнобачком округу у коме је према попису из 2011. живело 6.155 становника.

## Историја
Седамдесетих година 20. века ликовни живот у Бачком Петровцу сводио се на повремено организовање изложби аматера од стране професорке у гимназији Злате Кижгециове у Дому Културе. Када се крајем седамдесетих година ликова секција аматера нашла у кризи по идеји једног од њих, Јаромира Грње основана је нова организација аматера. Најзначајнији за развој и просперитет ове ликовне секције били су студенти, млади интекектуалци, млади професор гимназије Михал Кираљ као и историчар Др Самуел Человски. Нова галерија под називом Блатно отворена је марта 1980. године.
Галерија Блатно је помогла да се добије важно искуство за организовање ликовног живота у Бачком Петровцу. На првој изложби учествовало је 12 аутора. Рекордан број изложби организован је 1980. године - укупно девет. После једне од изложби Јозефа Клаћика у гаражи писца Паља Бохуша настао је случај галерије Блатно после чега је галерија нападана од стране политичара општинског и покрајинског формата и иако није официјелно забрањена прекинула је рад.
Почетком 1978. године значи две године пре отварања Галерије Зуске Медвеђове галерија Блатно је поново почела са радом и организовала изложбу Павела Чањија, академског сликара из Бачког Петровца. После овога другог доба галерије Блатно су организатори пренели своје деловање у Галерију Зуске Медвеђове која је основана након што је ова сликара завештала своје сликарске радове суграђанима у Бачком Петровцу.

## Значај
У првих десет година Галерија Зуске Медвеђове је у просторима које је за потребе галерије прилагодио архитекта Владимир Фекете остварила 40 изложби. У њој своје ликовне радове презентирају академски сликари, графичари и вајари, ликовни уметници и аматери, најивни сликари и алтернативни уметници. Осим тога Галерија Зуске Медведјове је уприличила четири експозиције дела Зуске Медвеђове као и многе изложбе и мимо Бачког Петровца у околним градовима осим у општини Бачки Петровац.

## Фонд Галерије
Највећи део фонда Галерије чине радови Зуске Медвеђове.
У фонду Галерије налазе се и дела других аутора. Од тога дела 31 академског сликара (Карол Милослав Лехотски, Ољга Гарај - Бабилон, Михал Кираљ, Јозеф Клатик и других), као и дела аматерске сцене и сликара наиве.

## Дела Медвеђове
- Словачка свадба у Петровцу
- Девојка из Петровца у ношњи
- Жетва
- Јорговани II
- Жетач са помоћницом
- Недељом
- Аутопортрет са палетом
- Словачка соба у Петровцу